# The Mona Lisa's Sister
Albums de Graham Parker
Steady Nerves
(1985) Human Soul
(1990)
The Mona Lisa's Sister est un album de Graham Parker sorti en 1988 sur le label RCA Records. C'est son premier album après sa séparation contentieuse avec Atlantic Records et son premier album auto-produit (avec la participation de Brinsley Schwarz). Le son dépouillé de l'album lui a permis de regagner un certain succès critique et signale un retour à un son plus traditionnel dans la musique rock à partir de la fin des années 1980. Il a été réédité par Buddah Records en 1999 avec une piste bonus, "Ordinary Girl", la face B du single "Get Started. Start a Fire". L'album est entré dans les charts américains à la 77e place le 28 mai 1988.

## Réception
En 1989, le magazine Rolling Stone l'a placé à la 97e place de sa liste des 100 plus grands albums des années 80.

## Liste des pistes
| No  | Titre                       | Auteur        | Durée |
| --- | --------------------------- | ------------- | ----- |
| 1.  | Don't Let It Break You Down | Graham Parker | 3:34  |
| 2.  | Under the Mask of Happiness | Parker        | 3:34  |
| 3.  | Back in Time                | Parker        | 3:24  |
| 4.  | I'm Just Your Man           | Parker        | 3:41  |
| 5.  | OK Hieronymus               | Parker        | 4:15  |
| 6.  | Get Started. Start a Fire   | Parker        | 5:08  |
| 7.  | The Girl Isn't Ready        | Parker        | 3:32  |
| 8.  | Blue Highways               | Parker        | 2:35  |
| 9.  | Success                     | Parker        | 3:48  |
| 10. | I Don't Know                | Parker        | 2:47  |
| 11. | Cupid                       | Sam Cooke     | 2:30  |

## Personnel
- Graham Parker – chant, chœurs, guitare acoustique
- Brinsley Schwarz - guitare électrique, chœurs, percussions
- James Hallawell - claviers
- Andrew Bodnar - guitare basse
- Terry Williams - batterie
- Pete Thomas - batterie sur 4 et 7
- Andy Duncan - batterie sur 9
- Christie Chapman - chœurs
- Jon Jacobs - ingénieur du son
- Martin Edwards - assistant ingénieur du son
- Jack Drummond - couverture de l'album
- Jolie Parker - photographies